# Ridge Racer (jeu vidéo, 1993)
Ridge Racer (リッジレーサー, Rijji Rēsā) est un jeu vidéo de course en 3D développé et édité par Namco en 1993 sur borne d'arcade (System 22),. Le jeu a été adapté l'année suivante sur PlayStation en tant que titre de lancement.
Il s'agit du premier épisode de la série Ridge Racer.

## Système de jeu
Ridge Racer est un jeu de course automobile orienté arcade, se jouant en solo. Le joueur choisit une transmission automatique ou manuelle pour son véhicule, et la course à laquelle il souhaite participer. Quatre courses, qui correspondent à autant de modes de difficulté, sont proposées : débutant, intermédiaire, expert et contre-la-montre. Le mode débutant limite la vitesse à 160 km/h, et se déroule sur deux tours. Les modes intermédiaires et expert voient leur vitesse maximale augmentée à 200 km/h, et le nombre de tours passe à trois. Dans chacun de ces trois modes, le joueur doit affronter douze concurrents. Le mode contre-la-montre se joue pour sa part contre un seul adversaire, et la vitesse maximale atteint cette fois 220 km/h. Toutes les courses se déroulent sur l'unique circuit du jeu : en version courte pour les courses débutant et intermédiaire, et dans une variante plus longue comprenant une section supplémentaire en expert et contre-la-montre. Chaque course doit être achevée dans le temps imparti ; du temps supplémentaire est obtenu lorsque le joueur franchit les points de contrôle qui jalonnent la piste. Si le compte à rebours arrive à zéro, le moteur de la voiture se coupe et la partie s'achève. Le pilotage se fait en vue subjective, avec la caméra au ras du sol. La conduite n'est pas réaliste, et est largement basée sur les dérapages contrôlés. Les collisions avec les autres véhicules et l'environnement ne provoquent pas de dégâts, mais seulement un « rebond » et une réduction de la vitesse. 
La version PlayStation présente quelques particularités par rapport à la version arcade. Elle est le premier jeu compatible avec la manette NeGcon de Namco. Le joueur peut sélectionner le morceau de musique qu'il désire écouter pendant la course, ainsi qu'une voiture parmi les quatre disponibles. Pendant l'unique temps de chargement au démarrage du soft, le joueur peut s'adonner à une partie d'un court mini-jeu de shoot 'em up tiré de Galaxian. En cas de victoire, huit voitures supplémentaires sont débloquées, portant leur total à douze. Chaque voiture possède ses propres caractéristiques dans quatre domaines : accélération, vitesse maximale, maniabilité, adhérence. Certaines voitures portent le nom d'autres jeux de Namco, comme Solvalou, Mappy, Bosconian, NebulasRay (en), Galaga et Xevious. En course, une vue externe est également disponible, et le joueur affronte non plus douze mais onze adversaires. Une fois que le joueur a gagné les quatre courses, ces dernières deviennent accessibles en mode inversé. La course contre-la-montre inversée introduit un deuxième adversaire, au volant d'une voiture noire extrêmement rapide. Cet adversaire attend sur le bas-côté du circuit que le joueur l'ait dépassé pour se mettre à rouler. Sortir triomphant de cette course permet au joueur de débloquer ce treizième véhicule surpuissant,. Le joueur peut accéder à une version « miroir » cachée des circuits (la gauche devient la droite, et vice-versa). Pour cela, il doit faire demi-tour en début de course et foncer dans un mur. Le code de Ridge Racer étant chargé et stocké en intégralité dans la mémoire de la console lors du chargement initial, le CD ne sert ensuite plus qu'à lire les six pistes musicales, et peut être remplacé par n'importe quel CD audio (toutefois, seules six pistes de ce dernier seront lues).

## Développement
La version arcade du jeu est développée en huit mois.
Le développement de la version PlayStation, qui commence réellement en avril 1994, prend six à sept mois. Le portage s'avère difficile, en raison des différences importantes entre le System 22 et la PlayStation.

## Ridge Racer: Three Monitor Version
Une version de Ridge Racer avec un affichage à trois écrans en simultané a été réalisée dans le but de donner un effet périphérique. La borne d'arcade comporte un System 22 par écran pour gérer l'affichage, soit trois systèmes,.

## Ridge Racer: Full Scale
Ridge Racer: Full Scale est une borne d'arcade de taille démeusurée utilisant une carrosserie de voiture de taille réelle et de trois grands écrans, installé dans une sorte de stand ou cabine,,,.

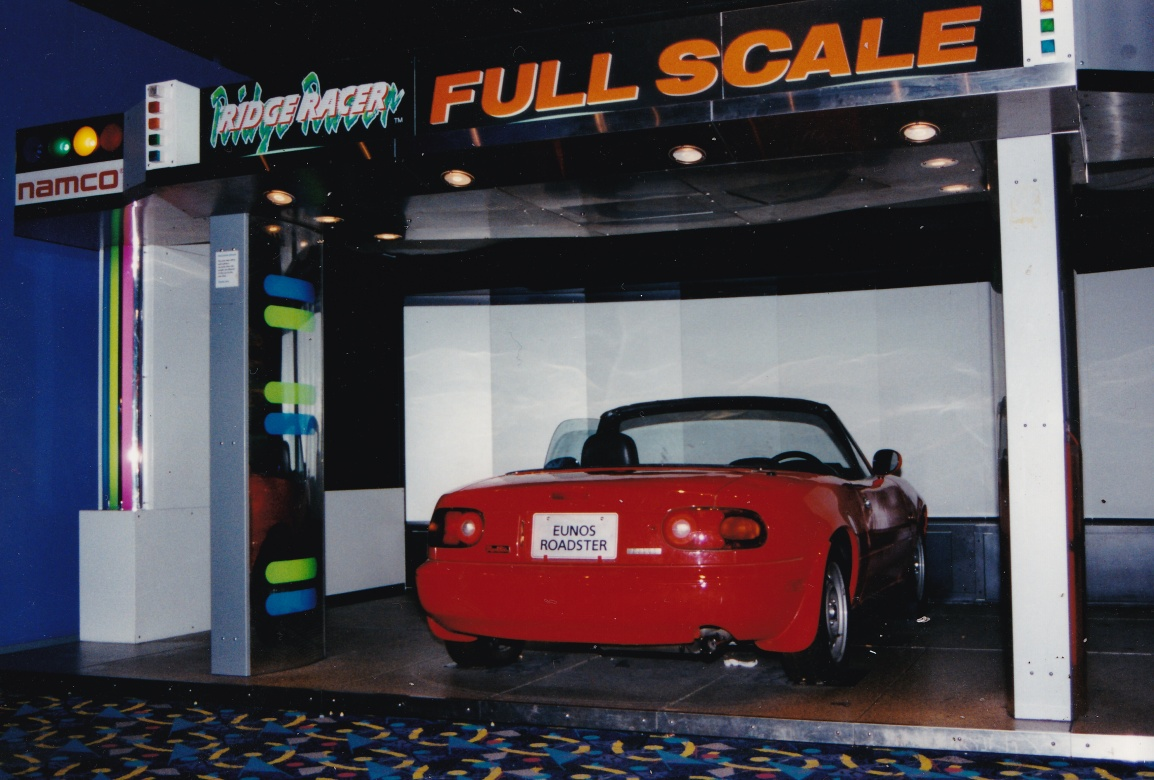
La borne immense Ridge Racer: Full Scale à Stockton en Angleterre.

### Spécifications techniques
- Joueurs : 1 seul joueur peut jouer mais une personne peut s'asseoir côté passager
- Vidéo :
  - 2 projecteurs 110inch RGB
  - 3 Écrans de 18 pouces
- Son : Système de son BOSE 4 canaux
- Dimensions :
  - Largeur : 6 mètres
  - Longueur : 5 mètres
  - Hauteur : 2,5 mètres
- Poids : 3 tonnes
- Véhicule : Eunos Roadster (version japonaise de la Mazda MX-5 Miata)
- Contrôles : Toutes les commandes de la voiture fonctionnent, y-compris le volant, l'embrayage, les freins, l'accélérateur ainsi que tous les équipements présents, ainsi que le système d'aération ou les feux de stop arrière.

C'est le premier jeu vidéo qui oblige à conduire réellement (avec embrayage, accélérateur, frein et levier de vitesse). Le jeu est identique à Ridge Racer mais ne possède que 5 vitesses.
Le jeu Sim Drive, également sur System 22, a probablement servit de prototype à Ridge Racer: Full Scale.

## Portage sur console
- Le jeu est disponible sur PlayStation 2 dans la compilation namCollection (2005).